# Défécographie

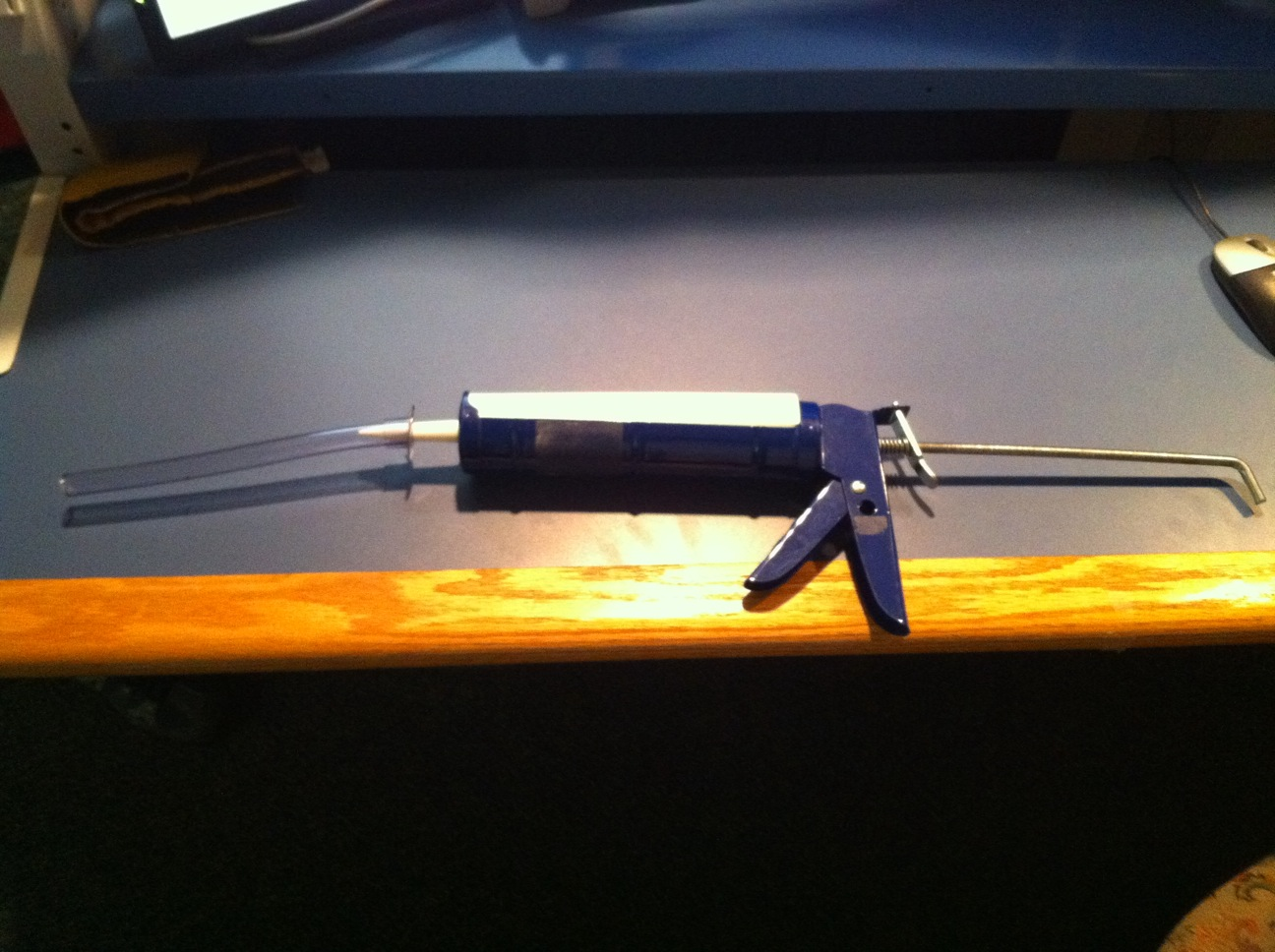
Outil utilisé pour la défécographie

La défécographie est un examen radiologique de la fonction de vidange de l'anse rectale, de la réaction pelvienne, effectuée dans des conditions les plus proches possible d'une défécation normale.

## Description
Un produit opaque aux rayons X, consistant comme les selles, est introduite par l'anus par seringue à concurrence d'environ 250 à 300 ml.
Le vagin et les anses de l'intestin sont aussi opacifiés par l'injection d'un liquide spécial.
Le patient est ensuite prié de s'asseoir, dans la salle d'examen, sur un WC spécial, exactement comme à la maison et en toute intimité.
Le radiologue le prie de déféquer, de faire certains mouvements de poussée, de retenue, etc., toutes actions enregistrées et ensuite interprétées.
Tout l'examen dure 30 minutes, préparation comprise.
Pas obligatoire mais parfois prescrit : un lavement liquide dans l'anus avant l'examen. L'examen proprement dit, sans aucune douleur, dure 3 minutes à peine. 
L'utilisation des rayons X interdit un tel examen lors d'une grossesse.
Il est indispensable que le patient soit très détendu et accepte cet examen assez spécial. 
Avant de se rhabiller, il est prévu de passer aux vraies toilettes pour vider totalement l'ampoule rectale.